# Anton Grylewicz
Anton Grylewicz, né le 8 janvier 1885 à Berlin et mort le 2 août 1971, est un ouvrier et un militant politique allemand, social-démocrate puis communiste.

## Biographie
Issu d'une famille ouvrière, Grylewicz a complété un apprentissage de serrurier puis a exercé dans divers métiers du métal. Il rejoint le SPD en 1912 puis l' USPD en 1917 après sa fondation. En 1918/19, il est l'un des principaux membres du réseau des Délégués Révolutionnaires et, après la révolution de novembre, est temporairement adjoint du président de la police Emil Eichhorn. Dans cette fonction, il participe au soulèvement spartakiste du côté du KPD. En 1920, Grylewicz devint président de l'USPD de Berlin et fait partie de la majorité de l'USPD, qui s'unit au KPD pour former le VKPD. Au cours des années suivantes, Grylewicz, qui a été élu secrétaire d'organisation du KPD pour Berlin-Brandebourg, a également occupé divers bureaux municipaux pour le parti. Appartenant à l'aile gauche du parti, il participe aux discussions sur les préparatifs de l'insurrection à Moscou en 1923 et fut élu à la direction du parti en 1924, de mai à octobre 1924, il fut également membre du Reichstag et de décembre 1924 à 1928 membre du parlement de l'État prussien.
À l'automne 1925, il fut inculpé avec Arkadi Maslow et Paul Schlecht devant le Reichsgericht de Leipzig, mais peu de temps après, il fut amnistié. Après la lettre ouverte de Staline au KPD en 1925, Grylewicz commença à organiser la coopération des courants de gauche et d'extrême gauche du KPD et fut expulsé du parti en avril 1927. Jusqu'en 1928, il a présidé le groupe (exclu du KPD) des communistes de gauche au parlement de l'État prussien et au début de 1928 il a été cofondateur du Leninbund et jusqu'en 1930, un des chefs de l'organisation au niveau national. En 1929/30, Grylewicz était le porte-parole de la minorité trotskyste dans le Leninbund, puis fonda en mars 1930 avec d'autres groupes pro-Trotsky l'Opposition de Gauche Unifiée du KPD (VLO). Dans ce groupe Grylewicz, devenu chômeur en 1930, était membre de la direction et à partir de 1931 rédacteur en chef de l'organe du parti Révolution permanente et traducteurs des brochures écrites par Trotsky.
En mars 1933, à la suite de la prise du pouvoir du NSDAP et à l'incendie du Reichstag, Grylewicz, pour qui un mandat d'arrêt avait été émis, dut fuir à Prague ; sa femme, temporairement détenue, a pu le suivre quelques mois plus tard. Grylewicz, qui n'occupait plus de poste de direction dans l’organisation trotskyste en exil IKD, s'est retiré de la politique en 1937 sans renoncer à ses convictions politiques. En novembre 1937, il fut expulsé vers la Norvège après une intervention de l'ambassade soviétique. Un peu plus tard, il retourna illégalement à Prague, d'où il voyagea un peu plus tard (également illégalement) à Paris. Il y fut interné en 1939 après le déclenchement de la guerre, jusqu'à la fin de 1941, et put alors émigrer à Cuba, où il vécut jusqu'en 1955 et travailla comme charpentier. En 1955, il retourna à Berlin, où il rejoignit le SPD tout en maintenant ses positions politiques trotskystes. Marqué par son internement, sa clandestinité et ses voyages, il eut des graves problèmes de santé qui limitèrent son action politique.